# Pedro González Fernández
Pedro Segundo González Fernández (La Estrella, provincia de Colchagua, 9 de febrero de 1904 — Santiago, 20 de abril de 1985), fue un político chileno, quien se desempeñó como alcalde de La Estrella y San Fernando, intendente de la provincia de Colchagua y diputado por esa zona.

## Primeros años de vida
Fue hijo de Pedro José González y de Betsabé Fernández Sutherland. Estudió en el Liceo de San Fernando.
Se desempeñó como agricultor. Explotó sus fundos Santa Josefina en la comuna de La Estrella y San Pedro de Quinahue en Cunaco.
Casado, el 4 de abril de 1932, con Josefina González Arratia, matrimonio del cual nacen 5 hijos: Josefina, Pedro, Gabriela, Loreto y Gastón, quien fue alcalde de La Estrella desde 1973 hasta 2002.

## Vida pública
Militó en el Partido Conservador. Fue presidente comunal, departamental y provincial de su partido. Fue alcalde de la Municipalidad de La Estrella en varios períodos: en 1934 fue designado por el presidente Arturo Alessandri Palma, ocupando dicho cargo hasta mayo de 1935, cuando asumió en igual posición por el período 1935-1938, y reelecto para el período 1938-1941. Fue regidor de la comuna desde 1944 a 1947, asumiendo nuevamente como alcalde entre mayo de 1947 y mayo de 1948, continuando hasta 1950 como regidor de La Estrella. Posteriormente, fue alcalde de la Municipalidad de San Fernando desde 1950 a 1953. Además, fue Intendente de Colchagua desde el 10 de abril de 1964, renunció el 10 de noviembre del mismo año.
Fue elegido diputado por la 10.ª Agrupación Departamental de San Fernando y Santa Cruz en los periodos de 1953 a 1957, y de 1957 a 1961. Integró las comisiones de Vías y Obras Públicas (1.er y 2.º periodo) y Educación Pública.
Consejero de la Caja de Empleados Públicos y Periodistas (EE.PP. y PP.), durante sus dos periodos parlamentarios.
Socio del Club Social de San Fernando, de Santa Cruz, y del Club de Leones. Fundador de la Universidad Cardenal Caro en San Fernando. Fundador del Hogar de Ancianos de la misma ciudad. Miembro de los clubes deportivos de San Fernando y Santa Cruz.
Murió en Santiago de Chile el 20 de abril de 1985.